# ويتير
ويتير (بالإنجليزية: Whittier, Alaska)‏ هي مدينة تقع في ولاية ألاسكا في الولايات المتحدة. تبلغ مساحة هذه المدينة 51 (كم²)، وترتفع عن سطح البحر 13 م، بلغ عدد سكانها 217 نسمة في عام 2014 حسب إحصاء مكتب تعداد الولايات المتحدة ما يميز المدينة أغلب سكانها يعيشون في العمارة الوحيدة فيها والتي تحتوي بدورها على مركز الشرطة ومحلات و مصحة وكنيسة .

## التركيبة السكانية
حدّد مكتب تعداد الولايات المتحدة بيانات التركيبة السكانية لويتير في تعداد الولايات المتحدة. في ما يلي، التركيبة السكانية حسب تعدادي 2000 و2010.

### تعداد عام 2000
بلغ عدد سكان ويتير 182 نسمة بحسب تعداد عام 2000، وبلغ عدد الأسر 86 أسرة وعدد العائلات 46 عائلة مقيمة في المدينة. في حين سجلت الكثافة السكانية 3.6 نسمة لكل كيلومتر مربع (9.3/ميل2). وبلغ عدد الوحدات السكنية 213 وحدة بمتوسط كثافة قدره 4.2 لكل كيلومتر مربع (10.9/ميل2).
وتوزع التركيب العرقي للمدينة بنسبة 79.12% من البيض و5.49% من الأمريكيين الأصليين و7.14% من الأمريكيين ذوي الأصول الآسيوية و8.24% من عرقين مختلطين أو أكثر و1.10% من الهسبانيون أو اللاتينيون من أي عرق.
بلغ عدد الأسر 86 أسرة كانت نسبة 29.1% منها لديها أطفال تحت سن الثامنة عشر تعيش معهم، وبلغت نسبة الأزواج القاطنين مع بعضهم البعض 41.9% من أصل المجموع الكلي للأسر، ونسبة 4.7% من الأسر كان لديها معيلات من الإناث دون وجود شريك، بينما كانت نسبة 7% من الأسر لديها معيلون من الذكور دون وجود شريكة وكانت نسبة 46.5% من غير العائلات. تألفت نسبة 39.5% من أصل جميع الأسر من عدة أفراد يعيشون في نفس المنزل ونسبة 7% كانت تتألف من شخص يعيش بمفرده يبلغ من العمر 65 عاماً أو أكثر. وبلغ متوسط حجم الأسرة المعيشية 2.12، أما متوسط حجم العائلات فبلغ 2.80.
بلغ العمر الوسطي للسكان 39.3 عاماً. وكانت نسبة 22% من القاطنين تحت سن الثامنة عشر، وكانت نسبة 2.7% بين الثامنة عشر والرابعة والعشرين عاماً، ونسبة 36.8% كانت واقعةً في الفئة العمرية ما بين الخامسة والعشرين والرابعة والأربعين عاماً، ونسبة 31.9% كانت ما بين الخامسة والأربعين والرابعة والستين، ونسبة 6.6% كانت ضمن فئة الخامسة والستين عاماً فما فوق. يوجد لكل 100 أنثى 111.6 ذكر، ويوجد لكل 100 أنثى في الثامنة عشر من عمرها فما فوق 129.0 ذكر.
بلغ متوسط دخل الأسرة في المدينة 47,500 دولارًا، أما متوسط دخل العائلة فبلغ 51,875 دولارًا. وكان متوسط دخل الذكور 53,500 دولارًا مقابل 26,875 دولارًا للإناث. وسجل دخل الفرد الخاص بالمدينة 25,700 دولارًا. وكانت نسبة 4.1% من العائلات ونسبة 7.1% من السكان تحت خط الفقر، وكان من هؤلاء نسبة 14.6% تحت سن الثامنة عشر ونسبة 0% في الخامسة والستين من العمر وما فوق.

### تعداد عام 2010
بلغ عدد سكان ويتير 220 نسمة بحسب تعداد عام 2010، وبلغ عدد الأسر 114 أسرة وعدد العائلات 48 عائلة مقيمة في المدينة. في حين سجلت الكثافة السكانية 4.3 نسمة لكل كيلومتر مربع (11.1/ميل2). وبلغ عدد الوحدات السكنية 280 وحدة بمتوسط كثافة قدره 5.5 لكل كيلومتر مربع (14.2/ميل2).
وتوزع التركيب العرقي للمدينة بنسبة 69.55% من البيض و0.45% من الأمريكيين الأفارقة و5.45% من الأمريكيين الأصليين و7.73% من الأمريكيين ذوي الأصول الآسيوية و3.18% من سكان جزر المحيط الهادئ و0.45% من الأعراق الأخرى و13.18% من عرقين مختلطين أو أكثر و5% من الهسبانيون أو اللاتينيون من أي عرق.
بلغ عدد الأسر 114 أسرة كانت نسبة 17.5% منها لديها أطفال تحت سن الثامنة عشر تعيش معهم، وبلغت نسبة الأزواج القاطنين مع بعضهم البعض 28.9% من أصل المجموع الكلي للأسر، ونسبة 9.6% من الأسر كان لديها معيلات من الإناث دون وجود شريك، بينما كانت نسبة 3.5% من الأسر لديها معيلون من الذكور دون وجود شريكة وكانت نسبة 57.9% من غير العائلات. تألفت نسبة 43% من أصل جميع الأسر من عدة أفراد يعيشون في نفس المنزل ونسبة 13.2% كانت تتألف من شخص يعيش بمفرده يبلغ من العمر 65 عاماً أو أكثر. وبلغ متوسط حجم الأسرة المعيشية 1.93، أما متوسط حجم العائلات فبلغ 2.63.
بلغ العمر الوسطي للسكان 48.0 عاماً. وكانت نسبة 15% من القاطنين تحت سن الثامنة عشر، وكانت نسبة 5.5% بين الثامنة عشر والرابعة والعشرين عاماً، ونسبة 25% كانت واقعةً في الفئة العمرية ما بين الخامسة والعشرين والرابعة والأربعين عاماً، ونسبة 42.3% كانت ما بين الخامسة والأربعين والرابعة والستين، ونسبة 12.3% كانت ضمن فئة الخامسة والستين عاماً فما فوق. وتوزع التركيب الجنسي للسكان بنسبة 56.8% ذكور و43.2% إناث.

## توأمة
لويتير اتفاقيات توأمة مع:
- ويتير

## وصلات خارجية
- Community Information